# Huayanghe Nongchang Zongchang
Huayanghe Nongchang Zongchang (kinesiska: 华阳河农场总场) är en administrativ enhet på sockennivå i östra Kina. Den ligger i Susong härad i Anqing i provinsen Anhui, omkring 230 kilometer söder om provinshuvudstaden Hefei. Antalet invånare är 11 206. Befolkningen består av 5 662 kvinnor och 5 544 män. Barn under 15 år utgör 14,0 %, vuxna 15-64 år 62 %, och äldre över 65 år 23,0 %.  Enheten administrerar ett jordbruk. 